# Pilar Moltó y Campo-Redondo
Pilar Moltó y Campo-Redondo (Guadalajara, 1871- Madrid, 27 gener 1945) Fou una pedagoga, professora i escriptora espanyola.

## Biografia
Nascuda a Guadalajara en el si d'una família de militars, filla de José Moltó y Díaz Berrio i d'Angústias Campo-Redondo y López-Egea, manxega d'alt llinatge, era la petita dels cinc fills que va tenir la parella: Francisco, José, Amparo i María. El 1877 el pare, coronel del Reial Cos de Alabarders (Guardia Reial) ocupava el càrrec d'ajudant segon de la plana major i residien a Madrid. El 1878 Pilar Moltó va ser admesa a l'Escola Mútua Lancasteriana, una de les més prestigioses i innovadores del moment, agregada a l'Escola Normal Central de Mestres, on va cursar estudis elementals i superiors. El 1886, amb només quinze anys i mitjançant una dispensa, va superar l'examen d'ingrés al primer curs de la carrera de Magisteri. Amb la mort prematura dels pares, Pilar es va traslladar a casa del germà gran, Francisco, també comandant de l'exèrcit i capità del cos de carrabiners, casat amb Joana Arniches Barrera i sense fills, que n'assumí la tutela.
En aquell període, els estudis de magisteri constaven de quatre cursos; amb els dos primers s'obtenia el títol de mestre elemental, amb el tercer, el títol de mestre superior i el quart facultava per exercir de professor a l'Escola Normal de Mestres. Pilar Moltó fou alumna de prestigiosos professors vinculats a l'Escola Moderna, com ara Concepción Sáiz de Otero, Carmen Rojo Herráiz, Agustín Sardá, Blas Lázaro e Ibiza i el geògraf Rafael Torres Campos. El 1890, amb dinou anys, va acabar la carrera de quatre cursos. La seva brillant trajectòria acadèmica li va valdre ser proposada pel Rector del Claustre per una plaça d'interina en el mateix Centre. El novembre 1890 el director d'Instrucció Pública va nomenar-la professora auxiliar, amb un sou inicial de 1.500 pessetes.
Durant nou anys, seguint les corrents pedagògiques més renovadores, va exercir de professora de lletres i ciències i va formar part dels tribunals d'exàmens i oposicions. Com a investigadora, es va interessar per la geografia i l'antropologia. Va publicar a la revista La Escuela Moderna els treballs titulats: La última expedición de Stanley y sus resultados geograficos i Situación política en África en 1892, amb mapes dibuixats per ella mateixa, essent pionera en usar la cartografia per a la divulgació i l'ensenyament de la geografia física i política. Aquell mateix any fou convidada a participar en el Congrés Geogràfic Hispano-Portugués-Americà.
Pilar Moltó, de molt joveneta, havia conegut Carlos Arniches Barreda, germà de Juana Arniches, la seva cunyada. Nascut a Alacant, s'havia traslladat a Madrid per estudiar dret, tot i que tenia vocació d'escriptor i amb dinou anys ja despuntava com a autor teatral de comèdies i sainets. La relació de la parella va créixer paral·lela a llurs carreres i va culminar amb el casament el 1894. Moltó va continuar treballant de professora i Arniches es va consolidar com a escriptor i dramaturg d'èxit. Molt aviat van néixer els fills: Carlos, Pilar, Rosario, Jose María i Fernando, fet que va capgirar definitivament la vida professional de Pilar Moltó.
En un període de contínues reestructuracions del magisteri, li va ser assignada la plaça de professora numerària de les Escoles Normals, destinada a Granada. Esgotades totes les excedències i permisos, encara va exercir durant un curs, però la impossibilitat de compaginar la vida professional amb la maternitat i les severes exigències socials de l'època, la van obligar a renunciar definitivament a la docència amb només vint-i-nou anys. Malgrat tot, es va mantenir sempre en contacte amb companys pedagogs i escriptors com ara María Encarnación de la Rigada, Francisco Giner de los Rios, María Martínez Sierra, Isabel Oyarzabal o Carmen de Burgos i també es va convertir en la millor col·laboradora i consellera del seu marit, ocupant-se de la correcció, mecanografiat i gestió de la seva obra.
En esclatar la Guerra Civil, la parella Arniches-Moltó, fugint dels bombardejos, es va traslladar a la finca de la Partida de Torregrosa d'Alacant i més tard a Barcelona. A finals de 1936 van travessar la frontera i van viatjar fins a Marsella, on van embarcar en el vapor Campana rumb a Buenos Aires, on van ser acollits per amics i admiradors, en un moment en què la companyia Aurora Redondo-Valeriano León, representava amb gran èxit les obres d'Arniches a l'Argentina i l'Uruguai. Mentrestant, la seva filla Pilar Arniches Moltó, casada amb el dramaturg Eduardo Ugarte Pagés (principal col·laborador de García Lorca en el projecte de La Barraca) s'havia traslladat a París amb la seva germana Rosario Arniches Moltó i el seu marit José Bergamín que després es van exiliar a Mèxic. El fill Carlos Arniches Moltó, arquitecte i intel·lectual de la generació del 25, que es va quedar a Espanya, va ser depurat i degradat de les seves funcions com un altre fill, el militar Fernando Arniches Moltó.
El 14 desembre de 1940, després de diversos problemes de salut i una operació, el matrimoni Arniches-Molto va embarcar rumb a Espanya, on van arribar el gener de 1941. Arniches morí el 16 abril 1943,Pilar Moltó el va sobreviure poc temps i va morir el 27 gener de 1945. Tots dos van ser enterrats al Cementiri de L'Almudena de Madrid.